# زبان تایلندی شمالی
خام موئانگ (ᨣᩴᩤᨾᩮᩬᩥᨦ، กำเมือง}}) یا زبان تایلندی شمالی (تایلندی: ภาษาไทยถิ่นเหนือ) زبان مردم تایلندی شمالی در تایلند است. این یک زبان تای جنوب غربی است که ارتباط نزدیکی با لائو دارد. تایلندی شمالی تقریباً شش میلیون سخنران دارد که بیشتر آن‌ها در شمال تایلند و جامعه کوچکتری از آنان نیز در شمال غربی لائوس زندگی می‌کنند.